# Martinsicuro
Martinsicuro (latin : Castrum Truentinum) est une commune de la province de Teramo, dans les Abruzzes, en Italie.

## Administration
| Période                                  | Période  | Identité        | Étiquette       | Qualité |
| ---------------------------------------- | -------- | --------------- | --------------- | ------- |
| 28 mai 2002                              | En cours | Leonilde Maloni | Centro-Sinistra |         |
| Les données manquantes sont à compléter. |          |                 |                 |         |

### Communes limitrophes
Alba Adriatica, Colonnella, Monteprandone (AP), San Benedetto del Tronto (AP).